# Rotterdamsche Schutterij

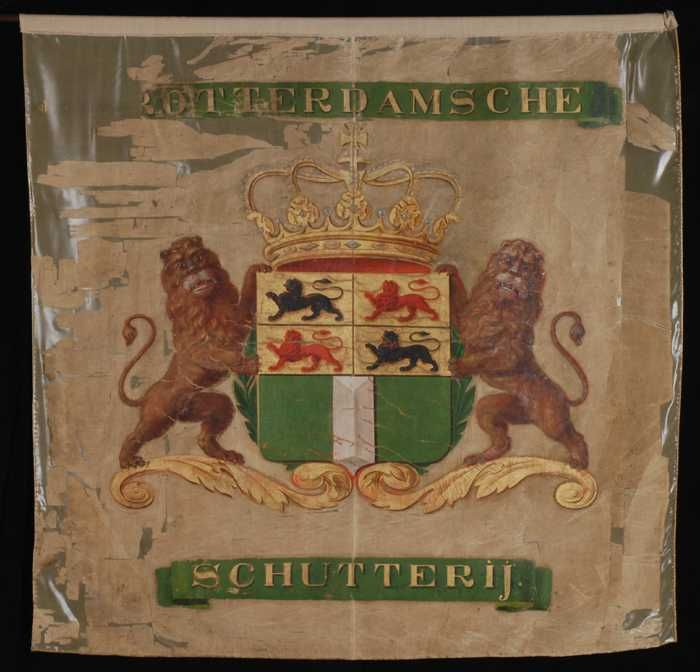
Vaandel zoals gebruikt tot 1851

De Rotterdamsche Schutterij heeft bestaan tot 1904.

## 14de eeuw: Schuttersgilde
In de tijd van graaf Albrecht van Beieren bestond de Rotterdamsche schutterij uit 200 schutters die in twee gilden waren verdeeld, de Sint Sebastiaans Gilde en de Sint Joris Gilde. De broeders van de St Sebastiaans Gilde oefenden met hun handboog op een terrein waar later de Lombardstraat kwam en de broeders van de St. Jorisgilde hadden een terrein langs de Delftsche Vaart waar zij met hun voetboog  konden oefenen.

## 16de eeuw: Burgerwacht
In 1557 werden de bogen afgeschaft. De St Sebastiaans Gilde werd toegevoegd aan de St Joris Gilde. De heren kwamen niet meer bij elkaar als tijdverdrijf, maar kregen de taak om voor de veiligheid zorg te dragen. De Burgerwacht moest overdag bij iedere poort met zes man de wacht houden, en iedere nacht met veertig man paraat zijn samen met drie leden van de vroedschap. De broeders werden hiervoor betaald uit de helft van de opbrengst van de visafslag. Van het overgebleven geld werd de doelen onderhouden en in 1622 vernieuwd. In 1620 was de schutterij van Rotterdam uitgegroeid tot zes vaandels van 140 man. 
De Unie van Utrecht bepaalde in 1579 dat voortaan alle mannen in krijgsdienst moesten. Tot hun taken behoorde de burgerwacht en het blussen van branden. Enkele jaren later werd de leeftijd beperkt tot 18 tot 55-jarigen. In Rotterdam waren twee bataljons, ieder bestaande uit zes compagnieën van ongeveer 100 man. Ze kregen een snaphaan met bajonet, een sabel en een patroontas, en droegen een witte broek en blauwe jas met zilveren knopen, die ze zelf moesten betalen.

## 19de eeuw: Militair optreden

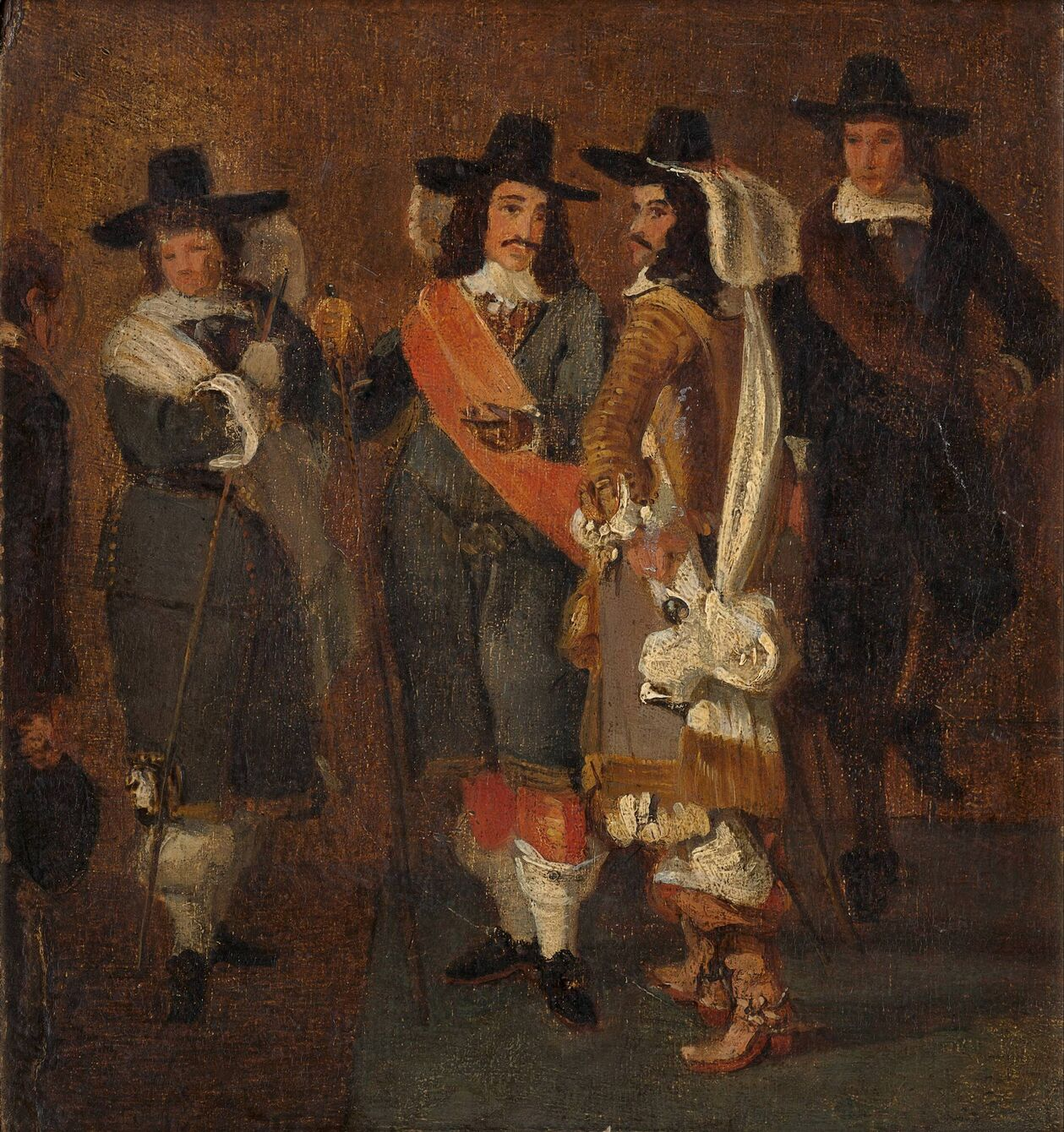
Officieren van de schutterij
door Ludolf de Jong (1616-1679)

Na de inlijving van de Bataafse Republiek werden de schutterijen volgens Frans model ingedeeld. Brigades werden verdeeld in artillerie-, grenadiers- en fuseliers-bataljons. Rotterdam had daarnaast een eigen burgerwacht van twee bataljons.
In 1813 werd de Nationale Garde opgericht, en deze nam de taken van de schutterijen over. Na het vertrek van de Fransen werden de schutterijen opnieuw opgericht. Alle steden met meer dan 2500 inwoners moesten een eigen schutterij hebben. Zo waren er 
schutterijen in onder meer Breda, Den Haag, Gorinchem, Gouda, Haarlem, Leeuwarden, Middelburg,  Rotterdam,  Schiedam, Schoonhoven en Willemstad. 
Koning Willem I riep al gauw schutters op om mee te doen aan de Slag bij Waterloo. Gebrek aan financiën was de oorzaak dat in 1827 besloten werd dat de dienstplicht maar vijf jaar zou duren en dat schutters daarna reservist werden.

Tijdens de Belgische Opstand van 1830 werden de Rotterdamse schutters uitgeleide gedaan door burgemeester Marinus Cornelis Bichon van IJsselmonde waarna zij per stoomboot naar Antwerpen trokken om de opstand te onderdrukken. Twee zonen van de burgemeester behoorden tot de schutters. 

In 1831 werden de Nederlandse legereenheden, aangevuld met vrijwilligers en opgeroepen schutterijen, verzameld rondom Breda om onder leiding van prins Frederik, de jongste zoon van de koning, tot een goed functionerend veldleger te worden opgeleid. Het bestond uit ruim 90.000 man en 9.000 paarden. Een deel daarvan (ruim 37.000 man, inclusief 1.400 schutters) werd voor de Tiendaagse Veldtocht ingezet. 

Generaal baron David Hendrik Chassé, die ook al in Waterloo had gevochten en als beloning Vestingscommandant van Antwerpen werd, beschikte over 5000 manschappen. Na een beleg van 24 dagen gaf hij zich in 1832 over en werd hij als krijgsgevangene in St Omer ondergebracht. Koning Willem I hield tot 1839 het leger gemobiliseerd.
Van 27 september tot 3 oktober 1889 werd de schutterij ingezet om op te treden tegen ongeregeldheden in de havens van Rotterdam. Naderhand werden de schutters beloond met een penning. 
Het Doelengebouw werd vanaf 1811 als gerechtsgebouw gebruikt. Het doelenterrein werd verkocht. Hier werd in 1842 gestart met de bouw van Sociëteit de Harmonie, die in 1844 werd geopend. In 1930 was het gebouw zo bouwvallig dat het gesloten werd. Een jaar later werd het afgebroken.

## Vaandel
Vaandels werden meestal van zijde gemaakt en aan weerszijden met olieverf beschilderd. Het vaandel van de Rotterdamsche Schutterij dat tot 1851 werd gebruikt is in het bezit van Museum Rotterdam. Aan de ene kant staat het wapen van de stad, vastgehouden door twee staande leeuwen. Boven het wapen is een gouden kroon. Aan de andere kant houden twee staande leeuwen een oranje schild vast waarop de letter W staat. Op 28 juli 1851 kreeg de schutterij een nieuw vaandel van koning Willem III.

## Opheffing
Bij Koninklijk Besluit van 13 augustus 1904 werd de afbouw van de Rotterdamse schutterij geregeld. 